# اثر فورس

در لوله های مویرگی، گلبول های قرمز بیشتر به سمت مرکز رگ متمرکز می شوند و لایه قابل توجهی عاری از گلبول های قرمز خون در نزدیکی دیواره عروق باقی می گذارند. اثر فورس به این دلیل اتفاق می‌افتد که میانگین سرعت گلبول های قرمز خون بالاتر از سرعت متوسط پلاسما است.

اثر فورس (به سوئدی: Fåhræus effekt) با تلفظ انگلیسی فاریوس،  کاهش شمار گویچه‌های سرخ در اطراف جدار درونی مویرگی است. به عبارت دیگر، در عروق خونی با قطر کمتر از نیم میلیمتر، با کاهش قطر مویرگی، خون‌بهر کاهش می یابد. اثر فورس قطعا بر اثر فورس-لینکویست تأثیر می گذارد، که وابستگی لزجت ظاهری خون به اندازه مویرگ را توصیف می کند، اما اولی تنها علت دومی نیست.

## اثرات
- سوزن سرنگ آزمایش خون، باید از وسط شریان خون بگیرد، وگرنه شخص مشکوک به کم خونی خواهد شد!